# Popice (district de Břeclav)
Pour les articles homonymes, voir Popice.
Popice (en allemand : Poppitz) est une commune du district de Břeclav, dans la région de Moravie-du-Sud, en République tchèque. Sa population s'élevait à 946 habitants en 2020.

## Géographie
Popice se trouve à 6 km à l'ouest-sud-ouest de Hustopeče, à 26 km au nord-ouest de Břeclav, à 31 km au sud-sud-est de Brno et à 206 km au sud-est de Prague.
La commune est limitée par Uherčice au nord, par Starovice au nord-est, par Hustopeče à l'est, par Strachotín au sud, et par Pouzdřany à l'ouest.

## Histoire
La première mention écrite de la localité date de 1291.